# Jacob Ochtervelt

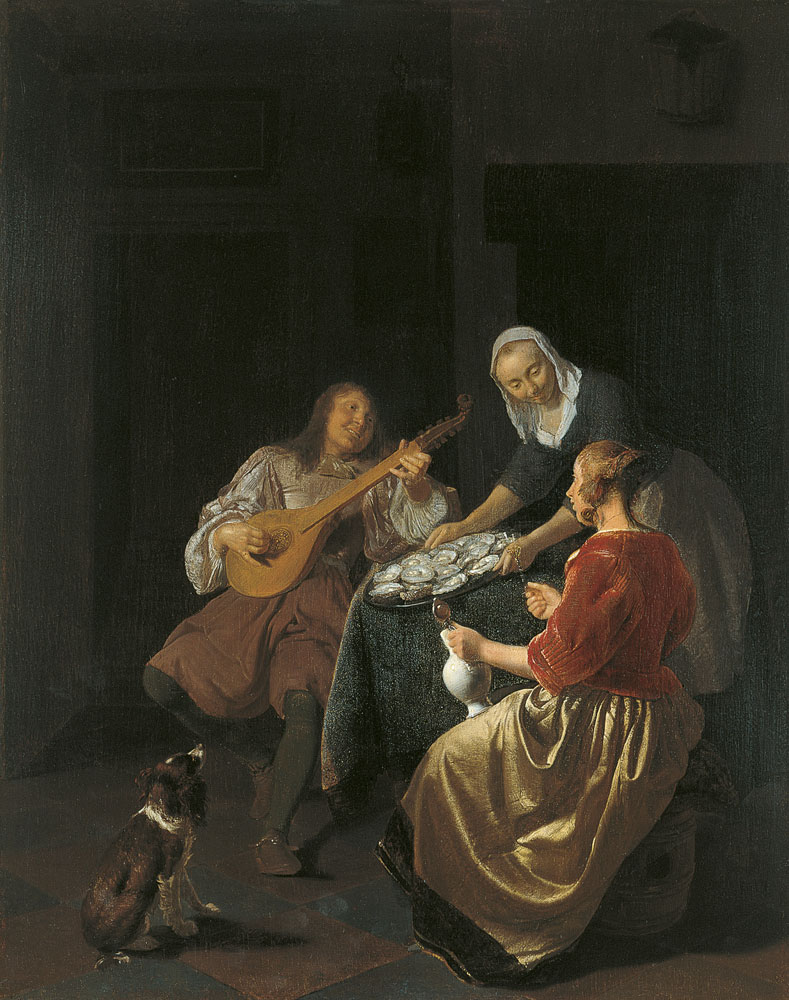
Comiendo ostras, óleo sobre tabla, 47,6 x 37,7 cm, Madrid, Museo Thyssen Bornemisza.

Jacob Lucasz. Ochtervelt (Róterdam, 1634-Ámsterdam, 1682) fue un pintor barroco neerlandés, especializado en la pintura de género.
Nacido en Róterdam, se formó según Arnold Houbraken en Haarlem con Nicolaes Berchem. En cualquier caso, en 1655 se le documenta en Róterdam, contrayendo matrimonio con Dirkje Meesters, y aquí podría haber estudiado con Ludolf de Jongh, como revelan sus primeras obras, y coincidido en su taller con Pieter de Hooch. En 1674 se estableció en Ámsterdam donde permanecería ya hasta su muerte, enterrado el 1 de mayo de 1682 en la capilla Nieuwezijds.
Aunque se le conocen algunos retratos colectivos como el de los Regentes de la leprosería de Ámsterdam, fechado en 1674 (Amsterdam Museum), lo característico de su producción son las escenas de género situadas en interiores burgueses, protagonizadas comúnmente por mujeres jóvenes elegantemente vestidas, a menudo con alguna prenda de vivo color bermellón y confrontadas con otras figuras de clase social baja en composiciones como Los jugadores del Rijksmuseum, La vendedora de uvas del Museo del Ermitage o Músicos callejeros en la puerta del Museo de Arte de San Luis, localizadas en el umbral de la casa familiar al que se asoman músicos callejeros y vendedores ambulantes. 